# کماتن آندر کرمس
کماتن آندر کرمس (به آلمانی: Kematen an der Krems) یک منطقهٔ مسکونی در اتریش است که در ناحیه لینتس لند واقع شده‌است. کماتن آندر کرمس ۲۱ کیلومتر مربع مساحت دارد ۳۲۷ متر بالاتر از سطح دریا واقع شده‌است.